# كسر ميزنيوف
كسر ميزنيوف، هو كسر حلزوني في الثلث الداني من الشظية يترافق مع تمزق الرباط الظنبوبي الشظوي القاصي والغشاء بين العظمين. يحدث كسر مرافق في الكعب الإنسي أو تمزق في الرباط الدالي العميق في الكاحل. يكون هذا النوع من الأذية صعب الكشف.
ينتج كسر ميزنيوف نموذجيًا عن تطبيق قوة دوران خارجي شديدة على الأربطة الدالية والواصلة. بناءً على ذلك، يوصف كسر ميزنيوف بأنه أذية كب ودوران خارجي وفقًا لنظام تصنيف لوغ هانسن. يصنف أيضًا على أنه كسر كاحل من النمط سي وفقًا لنظام تصنيف دانيس ويبر.
يتشابه كسر ميزنيوف مع كسر غالياتزي من ناحية وجود تمزق رباطي هام مرافق للكسر. سمي الكسر باسم الجراح جولس جيرمين فرانسوا ميزنيوف.

## السبب
يعد تطبيق دوران خارجي قوي على مفصل الكاحل السبب الرئيسي لكسر ميزنيوف. قد تزيد المشاركة في الرياضات الشديدة أو الوقوع من خطر تمزق الرباط الدالي أو تسبب كسر قلعي في الكعب الإنسي نتيجة الدوران الخارجي للقدم. في بعض الحالات، قد تؤدي حوادث المركبات أيضًا إلى حدوث كسر ميزنيوف.

## العلامات والأعراض
تشمل الأعراض الشائعة في كسر ميزنيوف الألم والتورم والمضض والتكدم حول مفصل الكاحل والمفصل الظنبوبي الشظوي الخلفي (أو القاصي). بصورة أكثر تحديدًا، باعتبار الأذية ناتجة عن الكب والدوران الخارجي، من البديهي أن يتألم المريض عند تدوير مفصل الكاحل خارجيًا. بالإضافة إلى ذلك، يتضاءل مجال حركة القدم والقدرة على تحمل الوزن بسبب ألم الكاحل. قد يشعر المريض بالألم أيضًا في الجانبين الإنسي والوحشي من الكاحل، وحول المفصل الظنبوبي الشظوي العلوي (أو الداني) بصورة أندر. قد تتسبب أذية الرباط الدالي أو الغشاء بين العظمين في حدوث نزف في الأنسجة المجاورة، ما يؤدي إلى وذمة موضعية.
تعد الأربطة الواصلة مسؤولة عن تثبيت تجويف الكاحل والمفصل الظنبوبي الكاحلي، ويؤدي التمزق في هذه الأربطة إلى تضاؤل الفراغ بين الظنبوب والشظية وعظم الكاحل. يمثل الفصال العظمي المؤلم في الكاحل أحد التأثيرات طويلة الأمد وينتج عن الاتصال المباشر بين الظنبوب والكاحل.
إذ تُرك كسر ميزنيوف دون علاج، قد تتسبب عدم ثباتية المفصل الظنبوبي الكاحلي والرباط الدالي في حدوث تشوه أروح في الكاحل. يخلف هذا الأمر مفصل الكاحل في حالة كب مزمن، ويتميز بتبارز الكعب الإنسي في النسيج تحت الجلد.

## الفيزيولوجيا المرضية
يتبع كسر ميزنيوف نمط أذية محدد عمومًا. فيما يلي مجموعة من الأحداث المتتالية التي قد تتسبب في حدوث كسر ميزنيوف:
- يتسبب الدوران الخارجي القوي لمفصل الكاحل في تمزق الرباط الدالي العميق مع كسر قلعي في الكعب الإنسي أو بدونه.
- إخضاع تجويف الكاحل إلى عزم دوران شديد، ما يمزق الأربطة الواصلة ومحفظة المفصل الأمامية الإنسية.
- انتقال الطاقة الدورانية للأعلى على طول الغشاء بين العظمين، ما يؤدي إلى أذيته خلال العملية.
- تتسبب القوة في حدوث كسر حلزوني، أو مائل أحيانًا، في عنق الشظية الداني.

في الحالات التي يتمكن فيها الجانب الأمامي من الأربطة الظنبوبية الشظوية من مقاومة الضغط الميكانيكي، يحدث فقط كسر مائل في الكعب الوحشي. قد يحدث أيضًا انفراق في الكعب الوحشي، وينزاح إلى الخلف والوحشي من الظنبوب.
على الرغم من الإبلاغ عن آلية أذية بالدوران الخارجي والكب في معظم حالات كسر ميزنيوف، سجلت الدراسات السريرية أمثلة عن عمل الدوران الخارجي والاستلقاء كآلية أذية. عُثر على درجات خفيفة أو عالية من الثني الأخمصي قبيل الدوران الخارجي والاستلقاء في القدم لدى المرضى المصابين بكسور شظوية دانية.

## التشخيص
يتطلب تشخيص كسر ميزنيوف الجمع بين السيرة المرضية والفحص الفيزيائي والتصوير الشعاعي. لا يبلغ المرضى عادة عن الألم قرب الشظية الدانية، وبالتالي يعتبر الفحص الفيزيائي مثل الجس على طول الشظية فعالاُ للتفريق بين كسر ميزنيوف وأذيات الأربطة المعزولة. يعد الشعور بالألم قرب الشظية الدانية خلال الجس مؤشرًا إيجابيًا لكسر ميزنيوف. تترافق عدم ثباتية الكاحل أغلب الأحيان مع أذية الشظية الدانية في كسر ميزنيوف، ولذلك يُسأل المرضى عادةً عن آلية الأذية. تُفحص ثباتية التجويف لنفي احتمال الأذية الشطوية المعزولة.
يستخدم تصوير الكاحل الشعاعي لكشف ازدياد عرض الأربطة الظنبوبية الشظوية أو المسافة الصافية الإنسية. تعرف المسافة الصافية الإنسية على أنها المنطقة الواقعة بين كعب الكاحل والكعب الإنسي. تؤدي أذية الرباط الدالي والأربطة الواصلة إلى عدم ثباتية التجويف، ما يؤدي إلى انزياح الكاحل إلى الوحشي وازدياد عرض المسافة الصافية الإنسية. وجدت دراسة سريرية أجريت عام 2006 ونُشرت في مجلة جراحة العظام والمفاصل أن حجم المسافة الصافية الإنسية في الكاحل الطبيعي وفي الكاحل المتأذي تقيسان 4 ملم و5.4 ملم على التوالي. لتأكيد التشخيص، يستخدم تصوير الساق الكامل لتحري كسور الشظية الدانية وازدياد عرض المسافة الصافية بين العظمين (أو المسافة الصافية الظنبوبية الشظوية). تعرف المسافة الصافية بين العظمين على أنها المنطقة الواقعة بين الجانب الإنسي للشظية والجانب الوحشي للظنبوب. وجدت دراسة خاضعة لمراجعة الأقران، نُشرت في مجلة إنجوري عام 2004، أن ازدياد عرض المسافة الصافية بين العظمين عن 10 ملم يشير إلى ان انفراق الأربطة الواصلة.
عند الضرورة، قد يستخدم التصوير الطبقي المحوسب (سي تي) أو التصوير بالرنين المغناطيسي لتأكيد التشخيص. يمكن لفحوصات الرنين المغناطيسي أن تتحرى أذية الغشاء بين العظمين أو حديبة الظنبوب إذا شُخص وجود عدم ثباتية شديد في الكاحل. قد يُستخدم تنظير المفصل لتشخيص آفات الأربطة ولكن لا يُنصح به غالبًا بسبب صعوبة العملية. يُستخدم تصوير الكاحل الجهدي لتقييم سلامة الرباط الدالي والأربطة الظنبوبية الشظوية. يمكن قياس حجم المسافة الصافية الإنسية أيضًا باستخدام التصوير الجهدي.

### التصنيف
قد يكون كسر ميزنيوف بسيطًا أو مفتتًا:
- يشير الكسر البسيط، في حال كسر ميزنيوف، إلى كسر الشظية فقط في موضع وحيد دون تأذي الأنسجة المحيطة.
- يشير الكسر المفتت إلى كسر العظم في أكثر من موضعين.

يمكن استخدام الأشعة السينية أو التصوير الطبقي المحوسب أو الرنين المغناطيسي لتشخيص مدى الأذية الناتجة عن كسر ميزنيوف وتحديد ما إذا كان بسيطًا أم مفتتًا. خلال التشخيص، قد يُشمل نمط أذية بالدوران الخارجي والاستلقاء أيضًا إذا تبين وجود كسور معزولة في الحديبة الخلفية للظنبوب.

## العلاج
يهدف علاج كسر ميزنيوف إلى:
- رد الشظية الدانية والكعب الإنسي لتحقيق الثباتية.
- إصلاح الأربطة الظنبوبية الشظوية القاصية والرباط الدالي.
- استعادة ثباتية تجويف الكاحل.

يمكن العلاج بطرق غير جراحية (أو محافظة) أو بطرق جراحية. تشمل العلاجات الجراحية الرئيسية لكسر ميزنيوف جراحة الرد المفتوح وجراحة الرد المغلق، ويُسبق كلاهما عادةً بالتثبيت الداخلي للأذية. تُعرف هذه الإجراءات باسم التثبيت الداخلي والرد المفتوح (أو آر آي إف) والتثبيت الداخلي والرد المغلق (سي آر آي إف).

### المثبتات الداخلية
تعد براغي الربط المثبتات الرئيسية المستخدمة في جراحات كسر ميزنيوف. يشمل النوعان الرئيسيان المستخدمان من براغي الربط: البراغي عبر الأربطة (تتوضع بمستوى الأربطة الواصلة) والبراغي فوق الأربطة (تتوضع فوق الأربطة الواصلة).
بناء على تجارب سريرية عديدة، يُنصح بتثبيت براغي الربط على بعد سم واحد على الأقل إلى الجهة الدانية من الأربطة الظنبوبية الشظوية أو على بعد 4 أو 6 سم إلى الجهة الدانية من خط المفصل الظنبوبي الكاحلي. يشير تحليل الجثة، من دراسة مقارنة نُشرت في مجلة القدم والكاحل العالمية في عام 1997، إلى أن التثبيت بالبراغي على بعد 2 إلى الجهة الدانية من خط المفصل الظنبوبي الكاحلي يعتبر مناسبًا أيضًا. يمكن أن تُستخدم الزرعات القابلة للتحلل الحيوي مثل البراغي الممتصة حيويًا، والتي لا تتطلب إزالة بعد العملية، كبديل للمعدات المعدنية. مع ذلك، تحدد الزرعات القابلة للتحلل الحيوي دوران الكاحل والثني الظهري للقدم.

### العلاج غير الجراحي
في الحالات التي تتأذى فيها الأجزاء الخلفية للأربطة الظنبوبية الشظوية جزئيًا فقط، يوصى باللجوء إلى العلاج غير الجراحي مثل تجبير القدم الطويل لمدة 6 أسابيع على الأقل. تقترن تقنيات منع الحركة مثل التجبير مع إجراءات عدم حمل الوزن أغلب الأحيان. تسمح برامج إعادة التأهيل بالعلاج الفيزيائي للمرضى بحمل الوزن تدريجيًا بعد 8 أسابيع على الأقل من التجبير بعد العملية. يطبق جراحو العظام أيضًا هذه التقنيات غير الجراحية في الحالات التي يبقى فيها الكعب الإنسي متصلًا.

### العلاج الجراحي

#### الثبيت الداخلي والرد المفتوح (أو آر آي إف)
لا تُجرى جراحة الرد المفتوح عادةً على مستوى الشظية الدانية، إذ إن التسليخ بالقرب من النهاية الدانية قد يحمل خطرًا عاليًا لأذية العصب الشظوي المشترك. عوضًا عن ذلك، يوصى برد الشظية الدانية عند مستوى الأربطة الظنبوبية الشظوية القاصي. يجرى اختبار الكلّاب باستخدام كلاب منحني، لتقييم ثباتية الشظية. إذا عُثر على عدم ثباتية، يمكن سحب الشظية أكثر لإصلاح العظم كاملًا. يمكن توجيه الشظية حينها إلى الثلمة الشظوية المتوضعة على الظنبوب، واستعادة الطول بصورة فعالة. قد يُستخدم التثبيت الداخلي للقدم بعد ذلك لتصحيح الاستقامة التشريحية.
عقب الرد المفتوح، يُجرى التثبيت الداخلي عادةً لتأمين ثباتية لتجويف الكاحل. لمراعاة توضع الشظية القاصية إلى الخلف قليلًا من الظنبوب القاصي، تصنع حفر الثقوب بزاوية 30 على الجانب الأمامي الإنسي للظنبوب إلى الجانب الخلفي الوحشي للشظية. يمكن إدخال البراغي عبر الأربطة بهذه الطريقة لتعزيز تثبيت الظنبوب.  قد تُدخل براغي إضافية فوق الأربطة مؤقتًا، لمدة تتراوح بين 3 إلى 6 أشهر، إذا استمرت حالة عدم الثباتية بعد الرد الشظوي. لرد الشظية وإعادة تجويف الكاحل إلى وضعه التشريحي الصحيح، توضع القدم بوضعية ثني ظهري قبل التثبيت بالبراغي ضمن العملية. يعود هذا الأمر إلى أنه في وضعية ثني القدم الظهري المعتدلة أو العظمى، قد يحد السطح البكري للكاحل من الثني الظهري الأقصى بعد العملية بسبب القساوة عقب التثبيت بالبراغي.
يمكن إجراء تقييم لشدة آفات الأربطة عبر الكشف الفلوري. قد يساعد التوجيه عبر الكشف الفلوري أيضًا في تثبيت براغي الربط. يمكن استعادة المحفظة المفصلية الأمامية الإنسية للكاحل عبر تقنيات الخياطة.